# United Nations Institute for Namibia
Das United Nations Institute for Namibia (UNIN; zu Deutsch etwa Institut der Vereinten Nationen für Namibia) war eine internationale Hochschule in der sambischen Hauptstadt Lusaka, die von den Vereinten Nationen 1974 vor allem für Exil-Namibier des namibischen Befreiungskampfes eingerichtet wurde. Das Institut wurde mit Unabhängigkeit Namibias 1990 aufgelöst.
Die Gründung initiiert hat der UN-Kommissar für Namibia Seán MacBride. Die UNIN gilt als Vorgänger der Universität von Namibia in Windhoek. Geführt wurde das Institut von 1975 bis 1989 vom dritten namibischen Staatspräsidenten Hage Geingob.

## Bekannte Absolventen
- Petrus Damaseb, Richter am namibischen Obergericht
- Martha Imalwa (* 1960), namibischer Generalstaatsanwalt seit 2004
- Albert Kawana (* 1956), ehemaliger namibischer Minister
- Martin Andjaba (* 1957), namibischer Politiker und Diplomat